# Nombre de Deborah
El nombre de Deborah és un nombre adimensional emprat en reologia per caracteritzar en quin grau és "fluid" un material. Fins i tot alguns materials aparentment sòlids "flueixen" si són observats durant prou temps. L'origen del nom, designat pel Professor Markus Reiner, prové d'una frase escrita per la profetessa Deborah a la Bíblia que diu "Les muntanyes fluïren davant del Senyor" (Llibre dels Jutges 5:5).
El nombre de Deborah es defineix com el quocient entre el temps de relaxació, que caracteritza la fluïdesa intrínseca d'un material, i l'escala de temps característica d'un experiment (o simulació computacional) que provi la resposta del material. Com més petit és el nombre de Deborah, més fluid és el material.
L'equació és:
{\displaystyle De={\frac {t_{\mathrm {c} }}{t_{\mathrm {p} }}}}
on 
- tc és el temps de relaxació del material
- tp és el temps d'observació.